# Eupalindia rubrescens
Eupalindia rubrescens är en fjärilsart som beskrevs av William Schaus 1904. Eupalindia rubrescens ingår i släktet Eupalindia och familjen nattflyn. Inga underarter finns listade i Catalogue of Life.